# Tom Sawyer
Tom Sawyer – postać fikcyjna, tytułowy bohater powieści Przygody Tomka Sawyera autorstwa Marka Twaina, pojawiający się także w jej kontynuacji zatytułowanej Przygody Hucka jako bohater drugoplanowy.
Tomek Sawyer był bohaterem także dwóch innych, mniej znanych powieści Twaina: Tomek Sawyer za granicą (Tom Sawyer Abroad) oraz Tomek Sawyer detektywem (Tom Sawyer, Detective).
Imię postaci Twain mógł zaczerpnąć od prawdziwego Toma Sawyera, którego poznał w San Francisco, pracując jako dziennikarz. Osobowość bohatera autor stworzył na wzór trzech chłopców, których znał w dzieciństwie.

## Charakterystyka postaci
Tom jest około jedenastoletnim lub dwunastoletnim chłopcem, sierotą. Mieszka wraz ze swym młodszym, przyrodnim bratem Sidem, kuzynką Mary i ciotką Polly, która sprawuje nad nimi opiekę, w małym miasteczku St. Petersburg położonym nad rzeką Missisipi w stanie Missouri.
Jest sprytnym i inteligentnym chłopcem, jednak nauka w szkole nie idzie mu najlepiej. Nie lubi wykonywać poleconych mu przez ciotkę prac. Najlepszym przyjacielem Tomka jest biedny chłopak z marginesu społeczności, Huckleberry Finn. Tomek jest też zaprzyjaźniony z Joe Harperem.

## W kulturze
Powstało kilkadziesiąt filmów fabularnych oraz seriali telewizyjnych, w których Tom Sawyer jest postacią pierwszoplanową bądź drugoplanową, głównie jako ekranizacje prozy Marka Twaina. Pierwszym z nich był niemy obraz Tom Sawyer z 1917 roku. W 1930 roku wyprodukowano pierwszy film dźwiękowy o przygodach Tomka Sawyera, gdzie główną rolę odegrał Jackie Coogan, a reżyserował John Cromwell.
Kanadyjski zespół Rush nagrał utwór „Tom Sawyer”, częściowo zainspirowany postacią wymyśloną przez Twaina. „Tom Sawyer” stał się ich najbardziej znanym przebojem.